# Кембридж (Онтаріо)
Ке́мбридж (англ. Cambridge) — місто в провінції Онтаріо у Канаді.
Кембридж розташований у Регіональному Муніципалітеті Ватерлоо на річках Ґранд і Спід. Місто — частина промислового району, прозваного «Золотою підковою» (англ. Golden Horseshoe). Докладніше про три міста (Кембридж, Ватерлоо та Кітченер) — в статті про муніціпалітет Ватерлоо.

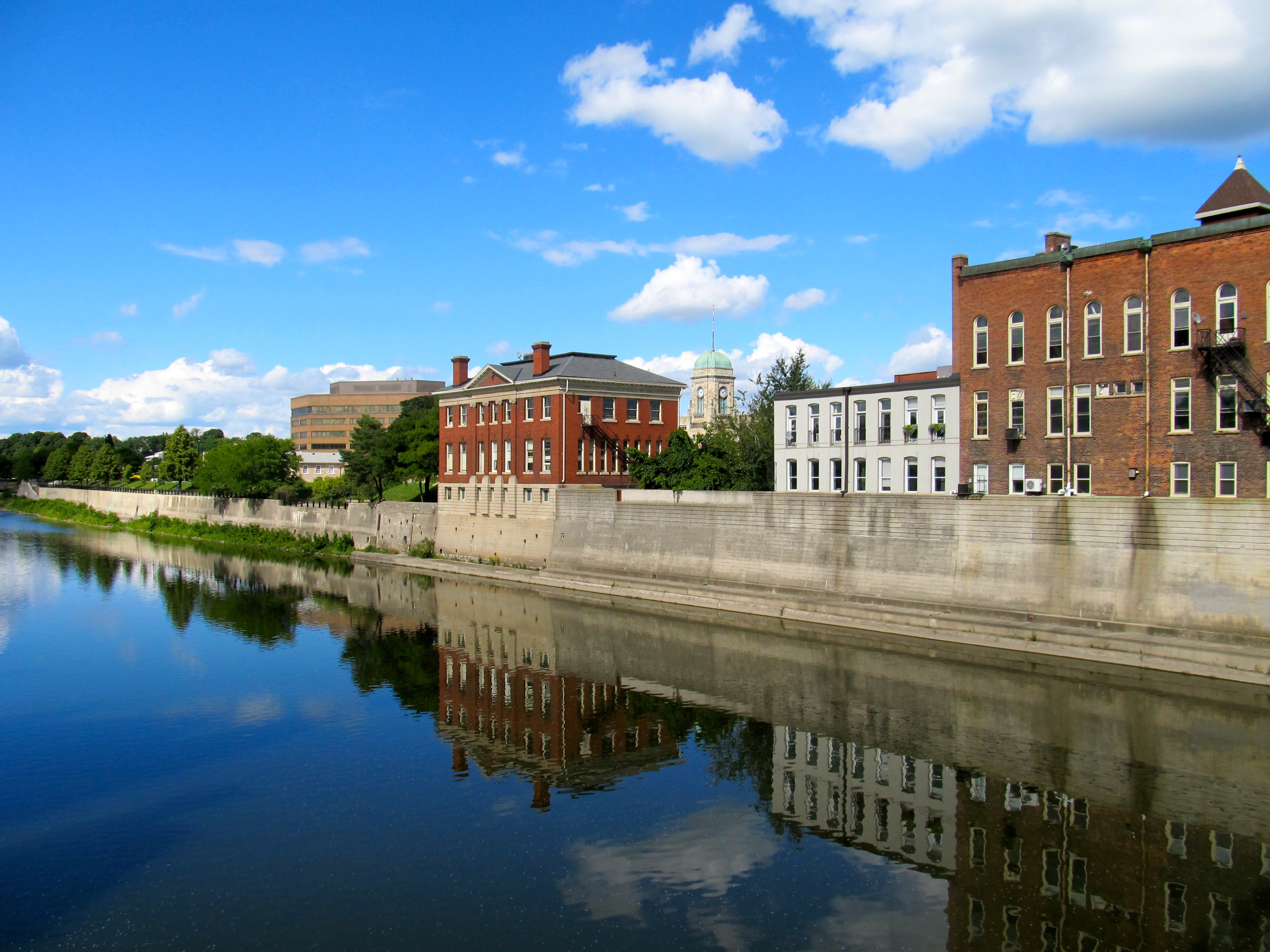
Річка Ґранд в місті Кембридж

У Кембриджі розташовані штаб-квартири та виробничі потужності кількох відомих корпорацій:
- Тойота Дзідося Кабусікіґайся Канада (англ. Toyota Motor Manufacturing Canada) — дочірня компанія Тойота Дзідося Кабусікіґайся
- Ґердо Америстіл (англ. Gerdau Ameristeel)
- Ей-Ті-Ес Атомейшн Тулінґ Системс (англ. ATS Automation Tooling Systems)
- Фріто-Лей (англ. Frito-Lay)
- Бабкок-енд-Вілкокс (англ. Babcock and Wilcox)
- Нортстар Аероспейс (англ. Northstar Aerospace)
- Ком-Дев (англ. Com Dev)

## Відомі люди
- Рей Гетліф — канадський хокеїст.
- Джек Говард — канадський хокеїст.
- Джим Шенфельд — канадський хокеїст.
- Бред Шоу — канадський хокеїст.